# Baré Esporte Clube
Baré Esporte Clube é uma entidade desportiva brasileira, da cidade de Boa Vista, capital do estado brasileiro de Roraima. É o maior vencedor do Campeonato Roraimense de Futebol, com 27 estaduais, dez a mais que o seu maior rival Atlético Roraima Clube. O futebol é o principal esporte praticado pelo clube, contando ainda com departamentos de basquetebol, voleibol e handebol.

## História
O Baré foi fundado no dia 26 de outubro de 1946, por Aquilino da Mota Duarte (ex-membro do Atlético Roraima), o qual foi também o primeiro presidente do clube. Era o segundo clube do então Território Federal do Rio Branco, atual estado de Roraima, formado três anos após o Atlético Roraima, seu maior rival.
Comandado posteriormente por Claudeonor Freire, Mário Abdala, Hitler de Lucena, Adamor Menezes, Simão Souza, Francisco Galvão Soares, Francisco das Chagas Duarte, Alcides da Conceição Lima Filho, Ruben da Silva Bento, José Maria Menezes Filho, Waldemar de Souza Caldas Filho, Luciano Tavares de Araújo (Zuza) e seus sucessores, seu filho Oziel Araújo, Sâmia Rezek e Lizmena Rezek, a equipe futebolística do Baré acumulou ao longo de sua história 2 títulos do Torneio Integração da Amazônia e 27 campeonatos estaduais (vinte e dois na fase amadora, até 1994, e outros cinco na fase profissional), além de diversas outras conquistas em outras modalidades esportivas.
Na categoria adulta o registo mais antigo atualmente foi a conquista do título do campeonato rio-branquense de 1950, o Campeonato Roraimense daquele ano.
Em 1983, o time conquistou o Torneio de Integração da Amazônia, conhecido por Copão da Amazônia, composto por clubes dos estados brasileiros amazônicos do Acre, Amapá, Rondônia e Roraima, vencendo o Independência na final, na cidade de Rio Branco, a capital do Acre. Em 1985 o título fora re-conquistado, dividindo o título com o Trem, do Amapá.
Em 1995, recém-profissionalizado, disputou pela primeira vez o Campeonato Brasileiro Série C, sendo, contudo, eliminado precocemente, na primeira fase pelo também roraimense Progresso, de Mucajaí. No Campeonato Roraimense de Futebol de 1996, após derrotar o GAS na final, consagrou-se campeão estadual. O primeiro na era profissional. No mesmo ano disputou novamente a Série C do Brasileirão, onde foi eliminado na segunda fase para o rondoniano Ji-Paraná, da cidade homônima.
Voltaria a disputar a terceira divisão brasileira nos anos seguintes, em 1997 e 1998, sendo eliminado na primeira fase de ambos os campeonatos.
Em 2000 disputara a Copa João Havelange, nome dado ao Brasileirão naquele ano, participando do módulo verde — equivalente a Série C —, repetindo os resultados das últimas participações com a eliminação novamente na primeira fase.
Após anos sem conquistas, o clube voltou a ser campeão em 2006 com o campeonato estadual, sobre seu rival Atlético Roraima, na final realizada no estádio Flamarion Vasconcelos, na capital Boa Vista. Em 2007 participou da Copa do Brasil, enfrentando inicialmente o clube da primeira divisão brasileira América (RN). Em casa, venceu-o no Canarinho por 1 × 0, contudo fora eliminado no jogo de volta, em Mossoró, Rio Grande do Norte, após perder por 2 × 0 para o clube natalense.
No Campeonato Roraimense daquele ano, sob o comando do técnico Rômulo “Querido” Bonates, ocorrido poucos meses após sua eliminação na Copa do Brasil, o clube consagrou-se vice-campeão após uma ótima campanha. Derrotado pelo Roraima nos primeiro e segundo turnos, viu perder o nonicampeonato estadual e a vaga para a Copa do Brasil de 2008.

### Escalações
Ao longo dos anos o elenco barelista tem mudado constantemente.
- 2001: Pitoco, Flávio, Felipe Silva, Aluízio, Gilson e Toinho (Paulinelly); Teca (Evandro), Ronimar, J Maria e Bazinho; Bala e Almir.[5]
- 2002: Com a desclassificação da Copa do Norte é anunciado pela diretoria grande processo de renovação. Índio, Jura, Josias, Juan e Evandro; Carlos André, Marcelo Bento e Betinho; Nonato e Castor. Treinador: Wado Caldas[5]
- 2003: Com a perda do patrocinador Bingo Boa Vista o time fica com dificuldades para a contratação de reforços. Há poucas mudanças no elenco. Índio; Teca, Fabiano, Pica-pau e Anderley; Marcelo, Adailton, Marquinhos e Betinho; Cacau e Evandro Gaúcho.[5]
- 2004: Macarrão, Kemps, Nilsinho, Adriano, Marcelo, Arione (Juarez), Jander, Kleyber, Bodinho (Maurivan), Rayleidson e Alex (Dadá).[5]
- 2005: Junior, Caboja, Evandro, Raul, Nivaldo, Vitor, Anderson (Adson), Betinho (Galinho), Castrinho, Nailson (Bodinho) e Rayleidson. Treinador: Sérgio Caranguejo.[5]

## Títulos
| REGIONAIS | REGIONAIS             | REGIONAIS | REGIONAIS |
|           | Competição            | Títulos   | Temporadas |
| --------- | --------------------- | --------- | --- |
|           | Copa Amazônia         | 2         | 1983 e 1985 |
| ESTADUAIS |                       |           | |
|           | Competição            | Títulos   | Temporadas |
|           | Campeonato Roraimense | 27        | 1950 , 1953 , 1954 , 1955 , 1956 , 1960, 1961, 1962 , 1963, 1964 , 1965 , 1968 , 1969 , 1970 , 1976, 1982, 1984, 1986, 1988, 1990, 1993, 1994, 1996, 1997, 1999, 2006 e 2010 |
|           | Torneio Início        | 7         | 1948, 1949, 1950, 1951, 1971, 1986 e 1987 |

 Campeão Invicto

### Campanhas de destaque
- Vice-Campeonato Roraimense: 14 vezes (1952, 1975, 1977, 1985, 1987, 1992, 1995, 1998, 2002, 2003, 2007, 2016, 2017, 2019).

### Outras conquistas
- Campeonato Roraimense de Masters: 2002.

## Participações
|  | Participações em 2025 |

| Competição    | Competição            | Temporadas            | Melhor campanha     | Estreia | Última | P | R |
| Roraima       | Campeonato Roraimense | 58                    | Campeão (27 vezes)  | 1949    | 2025   |   | – |
|               | Copa Norte            | 3                     | 6º colocado (1999)  | 1997    | 2000   |   |   |
| Copa Amazônia | 12                    | Campeão (1983 e 1985) | 1975                | 2003    |        |   |   |
| Brasil        | Série C               | 5                     | 26º colocado (2000) | 1995    | 2000   | – | – |
| Brasil        | Série D               | 4                     | 54º colocado (2018) | 2016    | 2020   | – |   |
| Brasil        | Copa do Brasil        | 5                     | 27º colocado (1997) | 1997    | 2011   |   |   |

### Campeonato Roraimense
| Ano  | 1946 | 1947 | 1948 | 1949 | 1950 | 1951 | 1952 | 1953 | 1954 | 1955 | 1956 | 1957 | 1958 | 1959 | 1960 | 1961 | 1962 | 1963 | 1964 | 1965 |
| ---- | ---- | ---- | ---- | ---- | ---- | ---- | ---- | ---- | ---- | ---- | ---- | ---- | ---- | ---- | ---- | ---- | ---- | ---- | ---- | ---- |
| Pos. | —    | —    | —    | ?º   | 1º   | ?º   | 2º   | 1º   | 1º   | 1º   | 1º   | —    | —    | —    | —    | 1º   | 1º   | 1º   | 1º   | 1º   |
| Ano  | 1966 | 1967 | 1968 | 1969 | 1970 | 1971 | 1972 | 1973 | 1974 | 1975 | 1976 | 1977 | 1978 | 1979 | 1980 | 1981 | 1982 | 1983 | 1984 | 1985 |
| Pos. | —    | ?º   | 1º   | 1º   | 1º   | —    | —    | —    | ?º   | 2º   | 1º   | 2º   | ?º   | —    | —    | ?    | 1º   | —    | 1º   | 2º   |
| Ano  | 1986 | 1987 | 1988 | 1989 | 1990 | 1991 | 1992 | 1993 | 1994 | 1995 | 1996 | 1997 | 1998 | 1999 | 2000 | 2001 | 2002 | 2003 | 2004 | 2005 |
| Pos. | 1º   | 2º   | 1º   | —    | 1º   | —    | 2º   | 1º   | 1º   | 2º   | 1º   | 1º   | 2º   | 1º   | 3º   | 3º   | 2º   | 2º   | 4º   | 3º   |
| Ano  | 2006 | 2007 | 2008 | 2009 | 2010 | 2011 | 2012 | 2013 | 2014 | 2015 | 2016 | 2017 | 2018 | 2019 | 2020 | 2021 | 2022 | 2023 | 2024 | 2025 |
| Pos. | 1º   | 2º   | 3º   | —    | 1º   | —    | —    | 3º   | 3º   | 3º   | 2º   | 2º   | 3º   | 2º   | 5º   | —    | 4º   | 6º   | —    | 3º   |

### Copa Norte
| Ano  | 1997 | 1999 | 2000 |
| ---- | ---- | ---- | ---- |
| Pos. | 10º  | 6º   | 13º  |

### Torneio da Integração da Amazônia
| Ano  | 1975 | 1977 | 1978 | 1981 | 1983 | 1984 | 1985 | 1986 | 1987 | 1988 | 1989 | 2003 |
| ---- | ---- | ---- | ---- | ---- | ---- | ---- | ---- | ---- | ---- | ---- | ---- | ---- |
| Pos. | 4º   | 4º   | 5º   | 5º   | 1º   | 2º   | 1º   | 7º   | ?º   | ?º   | ?º   | 3º   |

### Campeonato Brasileiro - Série C
| Ano  | 1995 | 1996 | 1997 | 1998 | 2000 |
| ---- | ---- | ---- | ---- | ---- | ---- |
| Pos. | 31º  | 28º  | 57º  | 51º  | 26º  |

### Campeonato Brasileiro - Série D
| Ano  | 2016 | 2017 | 2018 | 2020 |
| ---- | ---- | ---- | ---- | ---- |
| Pos. | 66º  | 64º  | 54º  | 49º  |

### Copa do Brasil
| Ano  | 1997 | 1998 | 2000 | 2007 | 2011 |
| ---- | ---- | ---- | ---- | ---- | ---- |
| Pos. | 27º  | 34º  | 56º  | 38º  | **   |

** O Baré foi eliminado da competição pelo STJD em 3 de março pela escalação irregular de todos os seus jogadores.

## Símbolos

### Escudo
O escudo barelista é um losango irregular com o seu principal nome inscrito em letras vermelhas sobre um fundo branco (imagem). Estas — vermelho e branco — são as cores do clube.

### Mascote
Seu mascote é o índio, figura típica da região. Por esta razão é chamado carinhosamente de Índio da Consolata (Consolata é um dos nomes da rua em que encontra-se sua sede), tendo ainda outros apelidos como Colorado da Consolata e O Mais Querido.

## Rivalidade
O confronto travado entre Baré e seu rival Atlético Roraima é o mais importante e popular do estado. Este clássico é conhecido como Bareima — uma contração por aglutinação do nome dos times envolvidos.

## Ranking da CBF
Ranking atualizado em dezembro de 2019
- Posição: 120º
- Pontuação: 459 pontos[25]

Ranking criado pela Confederação Brasileira de Futebol para pontuar todos os clubes do Brasil.